# Krabseling van de Moule
Het boek Krabseling van de Moule bevat een reeks teksten en tekeningen van Servaes Kinnart aangevuld met teksten van Kris Merckx en Robert Morren.
Krabseling van de moule werd gezegd tegen het jongste kind uit een kroostrijke familie. Dat was Servaes Kinnart (1912-1997), begenadigd tekenaar en verteller. Bij zijn overlijden liet hij een reeks teksten en tekeningen na die ons een ontroerend beeld schetsen van het dorpsleven uit lang vervlogen tijden. Het werk is misschien de laatste uiting van 'volkskunst' uit Oost-Brabant.